# 克鲁赛罗-杜伊瓜苏
克鲁赛罗-杜伊瓜苏（葡萄牙語：Cruzeiro do Iguaçu）是巴西巴拉那州的一个市镇。总面积161.493平方公里，总人口4244人，人口密度26.3人/平方公里。